# Władysław Piotrowski (fotograf)
Władysław Piotrowski (ur. 1899 w Niżnym Nowgorodzie, zm. 1997 w Łapach) – polski fotograf, krajoznawca, dokumentalista.

## Życiorys
Władysław Piotrowski autor najliczniejszej w Polsce spuścizny szklanych negatywów, przez większość swojego życia mieszkał i pracował w Łapach – fotografował przez 50 lat. Pochodził z rodziny herbu Szeszebardzis – ojciec Adam Piotrowski ur. 1867 w Zamakach, matka Michalina z domu Śnieżko ur. 1874 w Maldziunach. Lata dziecięce spędził w Łyświe, gdzie po raz pierwszy zetknął się z fotografią, tam też ukończył szkołę techniczną. Przed I wojną światową wraz z rodzicami mieszkał w Bawirszach (okolice Podbrodzia), w 1914 roku zamieszkał w Zamakach. W 1920 roku, podczas wojny polsko-bolszewickiej służył w 2 pułku piechoty Legionów. Od 1921 roku mieszkał w Białymstoku, w tym czasie podjął pracę w Warsztatach Kolejowych, w Łapach. W 1922 roku zamieszkał w Łapach. W 1926 roku wziął ślub z Reginą z domu Łapińską. W 1933 roku wskutek choroby – nagle utracili syna Janusza.
Władysław Piotrowski w czasie II wojny światowej został zaprzysiężonym członkiem Armii Krajowej. W 1941 roku otworzył swój własny zakład fotograficzny, w którym pracował do przejścia na emeryturę, w 1971 roku. Uczestniczył w konkursach i wystawach pokonkursowych, m.in. w latach 30. XX wieku otrzymał II nagrodę w konkursie organizowanym przez pismo specjalistyczne Fotograf Polski. W 1989 roku fotografie Władysława Piotrowskiego zostały po raz pierwszy zaprezentowane na wystawie indywidualnej w holu dworca PKP w Łapach. W 1992 roku został laureatem konkursu fotograficznego Moja wieś, miasteczko w starej fotografii, którego organizatorem było Muzeum Podlaskie w Białymstoku. Jego wystawa Kresy w latach 1921–1939 przez wiele lat była prezentowana w wielu miejscach Polski - m.in. w Białymstoku, Łapach, Mirostowicach Dolnych, Mrągowie, Surażu, Węgorzewie, Żaganiu, Żarach.
Pokłosiem jego pracy w zakładzie fotograficznym oraz w plenerze jest ogromny zbiór (m.in. fotografie przedwojennych i współczesnych Łap, przedwojennego Lwowa, Grodna, Poznania, Torunia, Zakopanego, Częstochowy i Helu) – ok. 5000 szklanych klisz, ok. 2000 zdjęć (negatywy) i setki papierowych fotografii – stanowiący zalążek do powstania Muzeum Wirtualnego im. Władysława Piotrowskiego (projektu zainicjowanego przez Mariana Olechnowicza, realizowanego i administrowanego przez Fundację Aktywizacja z Łap oraz finansowanego przez Ministerstwo Kultury i Dziedzictwa Narodowego, Starostwo Powiatowe w Białymstoku oraz Narodowy Instytut Audiowizualny).